# Нічик Валерія Михайлівна
Валерія Михайлівна Нічик (3 жовтня 1928 — 13 листопада 2002) — український історик філософії та релігії.  Доктор філософських наук, професор, автор близько 150 наукових публікацій, заслужений діяч науки і техніки України. Лауреат премії НАНУ ім. Д. Чижевського (1999). Народилася в сім'ї вчителів, в селі Антонівка, Чернігівська область, УРСР. Випускник філософського факультету Київського державного університету ім. Т.Г. Шевченка. Закінчикла аспірантуру під керівництвом Сергія Кримського. Співробітник Інституту філософії НАН України (з 1952). Завідувач сектору  (1984—1990) і відділу історії філософії України (1990—1996). Досліджувала історію української філософської думки. Померла в Києві, Україна.

## Праці

### Монографії
- Ничик, В.М. (1977). Феофан Прокопович. Москва.
- Ничик, В.М. (1978). Из истории отечественной философии конца XVII — начала XVIII в. Киев.
- Нічик, В.М., Литвинов, В.Д., Стратій, Я.М. (1991). Гуманістичні і реформаційні ідеї на Україні (XVI — початок XVII ст.). Київ.
- Нічик, В.М. (1997) Петро Могила в духовній історії України. Київ.
- Нічик, В.М. (2001). Києво-Могилянська академія і німецька культура. Київ.
- Нічик, В.М. (2002). Симон Тодорський і гебраїстика в Києво-Могилянській академії. Київ.

### Статті
- Православне сповідання віри // Українська Релігієзнавча Енциклопедія.